# 梅尼勒圣尼凯斯
梅尼勒圣尼凯斯（法語：Mesnil-Saint-Nicaise，法語發音：[menil sɛ̃ nikɛz]）是法国上法蘭西大區索姆省的一个市镇，属于佩罗讷区。

## 地理
梅尼勒圣尼凯斯（49°46'43"N, 2°55'18"E）面积6.8 平方千米，位于法国上法蘭西大區索姆省，该省份为法国北部沿海省份，北起加来海峡省和北部省，西接滨海塞纳省和大西洋英吉利海峡，南至瓦兹省，东临埃纳省。
与梅尼勒圣尼凯斯接壤的市镇（或旧市镇、城区）包括：索姆河畔贝唐库尔、屈尔希、莫尔尚、内勒、波特、大鲁伊。
梅尼勒圣尼凯斯的时区为UTC+01:00、UTC+02:00（夏令时）。

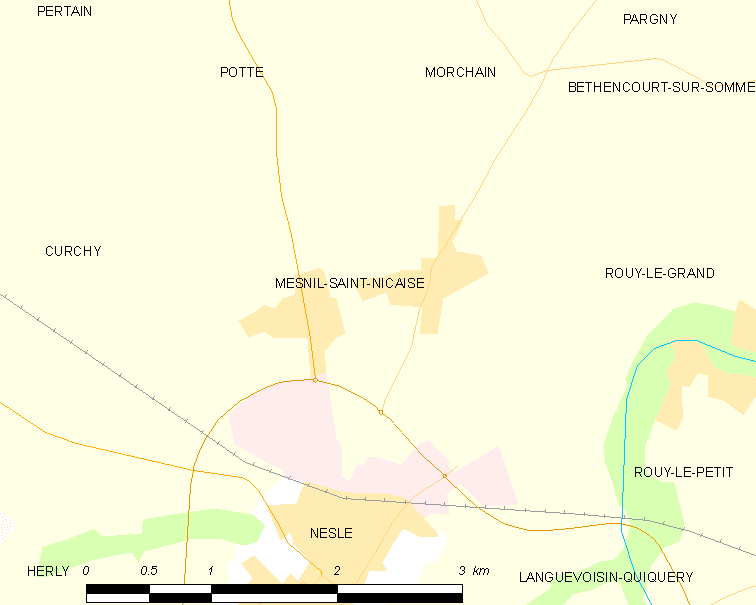
梅尼勒圣尼凯斯的OSM定位图

## 行政
梅尼勒圣尼凯斯的邮政编码为80190，INSEE市镇编码为80542。

## 政治
梅尼勒圣尼凯斯所属的省级选区为阿姆县。

## 人口

1962-2008年间梅尼勒圣尼凯斯人口变化图示

梅尼勒圣尼凯斯于2022年1月1日时的人口数量为563人。